# 達拉斯鎮區 (印地安納州亨廷頓縣)
達拉斯鎮區（英語：Dallas Township）是位於美國印地安納州亨廷頓縣的一個行政鎮區。

## 地方資料
根據2010年美國人口普查的數據，達拉斯鎮區的面積為59.50平方千米，當中陸地面積為58.70平方千米，而水域面積為0.80平方千米。當地共有人口2,114人，而人口密度為每平方千米35.53人。